# Термофоби
Термофо́би (від грец. θέρμη — жар, тепло і φόβος — страх) — організми, здатні розвиватися лише при відносно низьких температурах (зазвичай не вище ніж 10 °C).
До термофобів належить багато безхребетних та хребетних тварин, різні водорості, бактерії, гриби, мохи та квіткові рослини, що живуть у глибинах Світового океану, у районах суходолу, де температура ніколи не буває високою (наприклад, у високогір'ях Карпат).
У процесі еволюції у термофобів виробились різні структурно-морфологічні і фізіологічні пристосування до низьких температур, зокрема, карликовість, сланкі форми росту, рослини-подушки, анабіоз (деякі види лишайників), висока концентрація клітинного соку.